# Beedenbostel
Beedenbostel is een gemeente in de Duitse deelstaat Nedersaksen. De gemeente maakt deel uit van de Samtgemeinde Lachendorf en hoort bestuurlijk bij de Landkreis Celle.
Beedenbostel ligt ten oosten van de stad Celle, aan het natuurpark Südheide. De gemeente telt 998 inwoners.
Het dorp heeft een klein goederenstation aan de Lachetalbahn,  een kleine spoorlijn Celle-Wittingen, die in 1904 geopend werd. Sedert 1976 rijden over deze lijn alleen nog goederentreinen.
Beedenbostel is van origine een boerendorp. In de 11e eeuw wordt het voor het eerst in een oorkonde vermeld. Vergelijk voor een verklaring van het naamelement -bostel Bad Fallingbostel.
Grootste bezienswaardigheid van het dorp is de barokke , evangelisch-lutherse Martinikerk, voltooid in 1737. De losstaande houten klokkentoren is ouder.  Daarnaast staan er in het dorp nog een schilderachtige, oude watermolen en enige monumentale vakwerkhuizen en -boerderijen.  Zie onderstaande afbeeldingen.

## Galerij

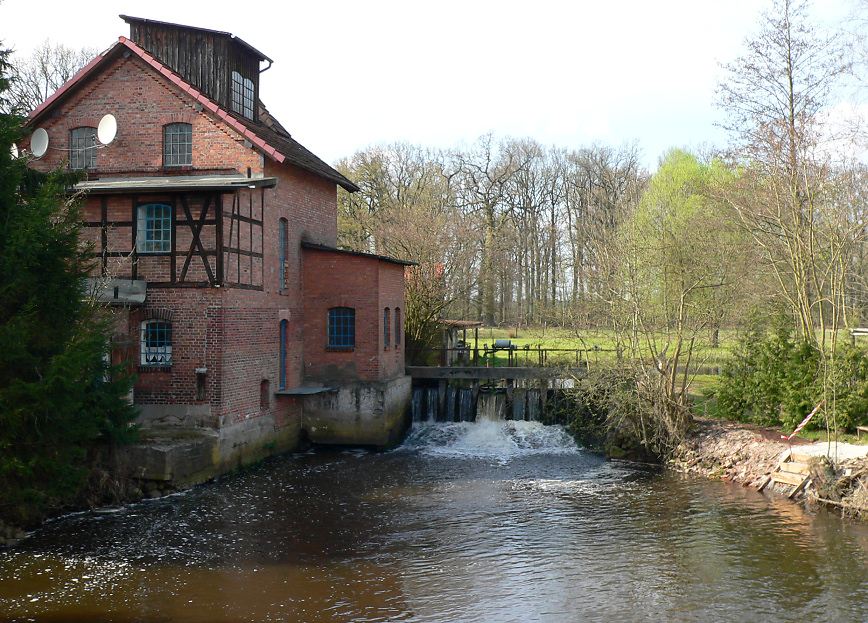
De beek Aschau
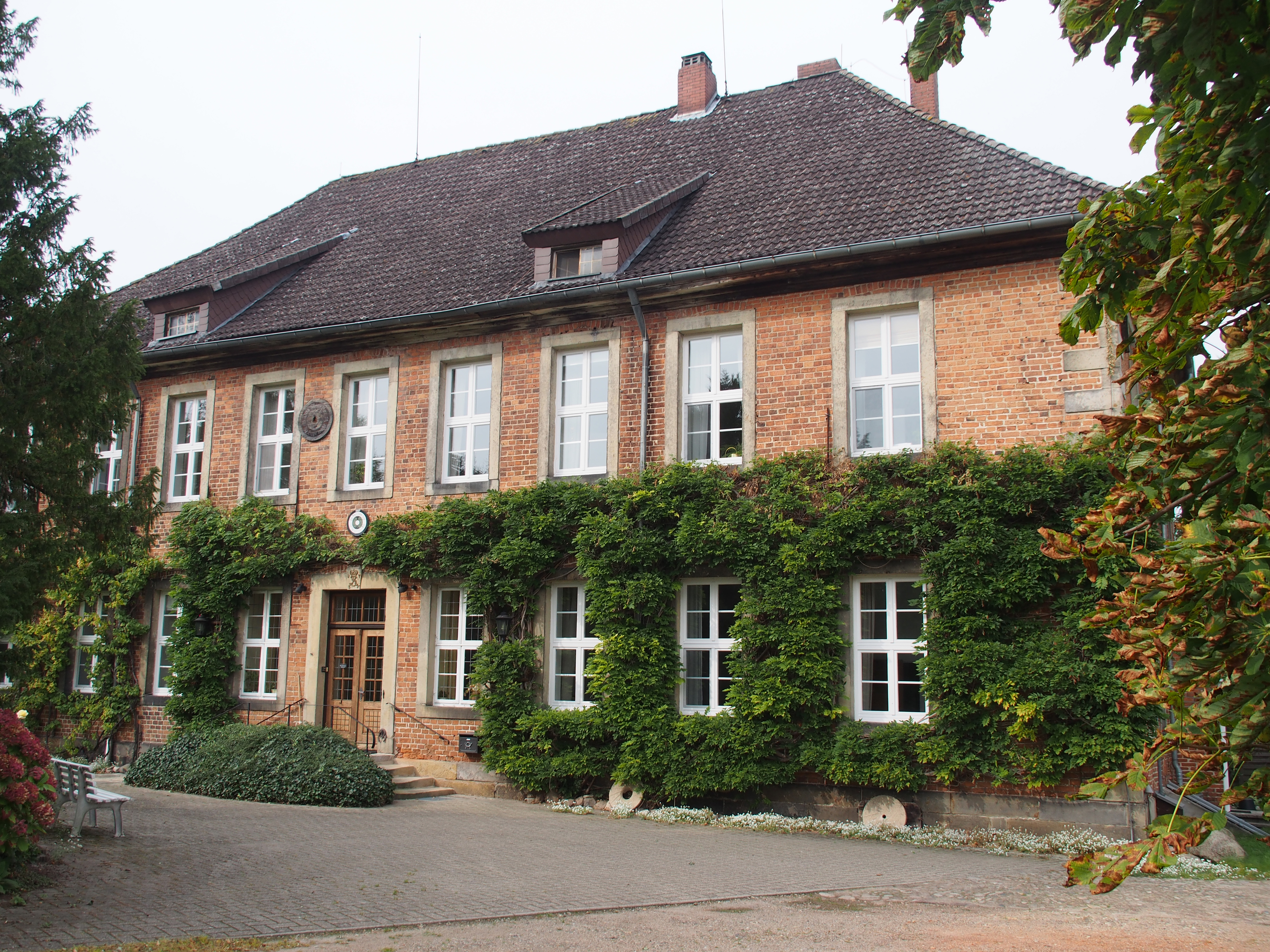
Voormalig herenhuis Amtshaus (1735), particulier bewoond
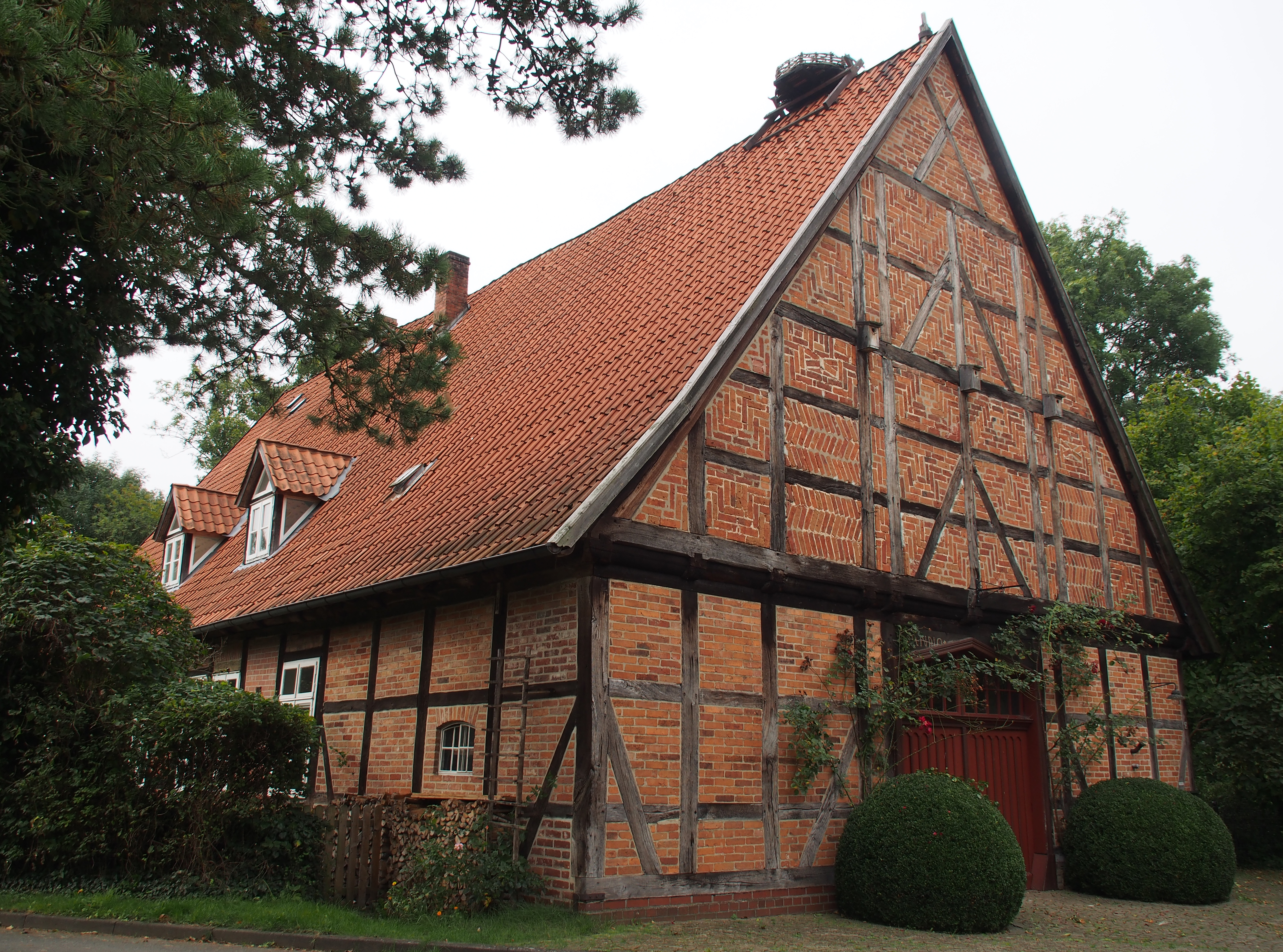
Kostershuis
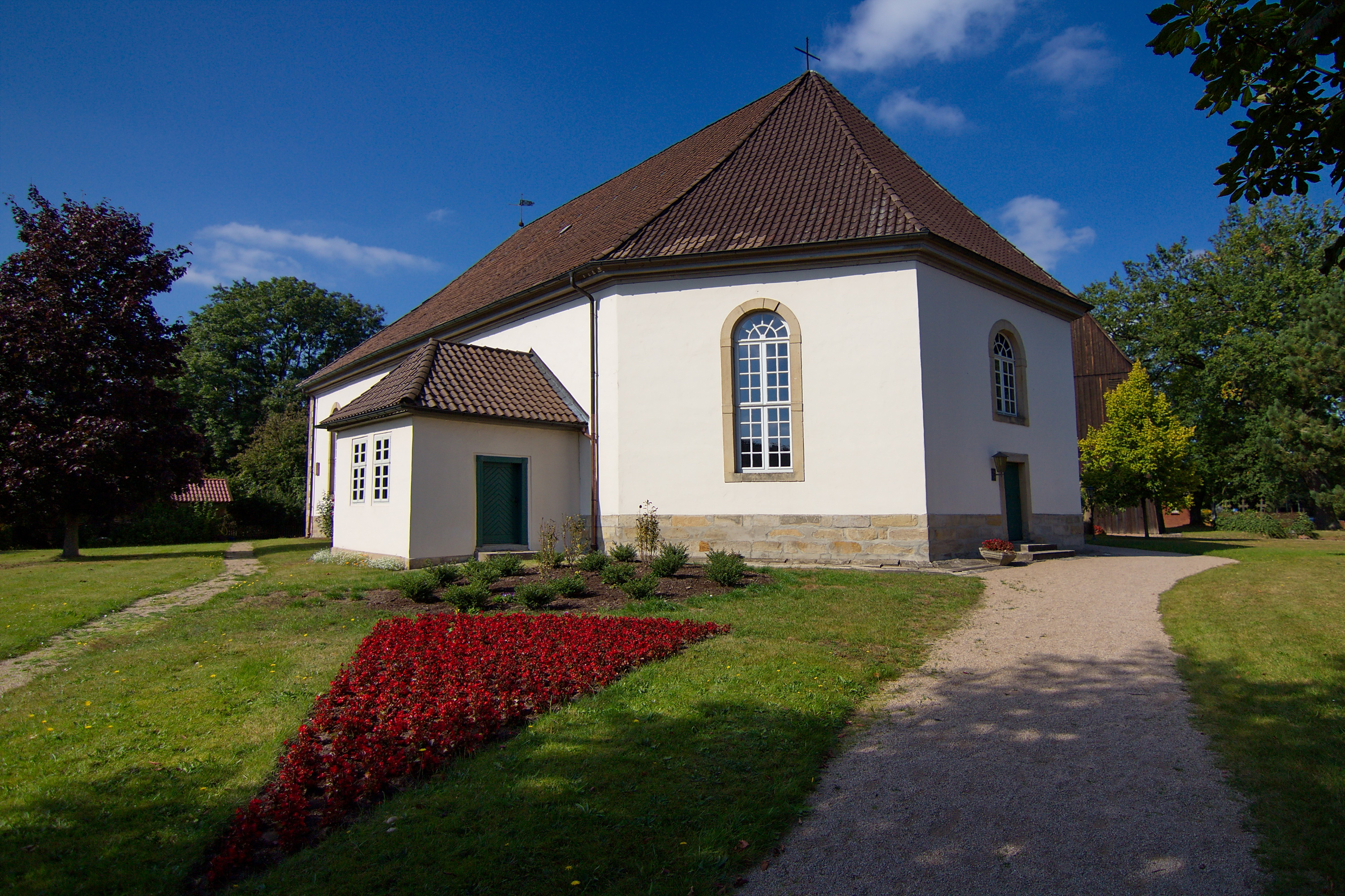
Martinikerk (1737)
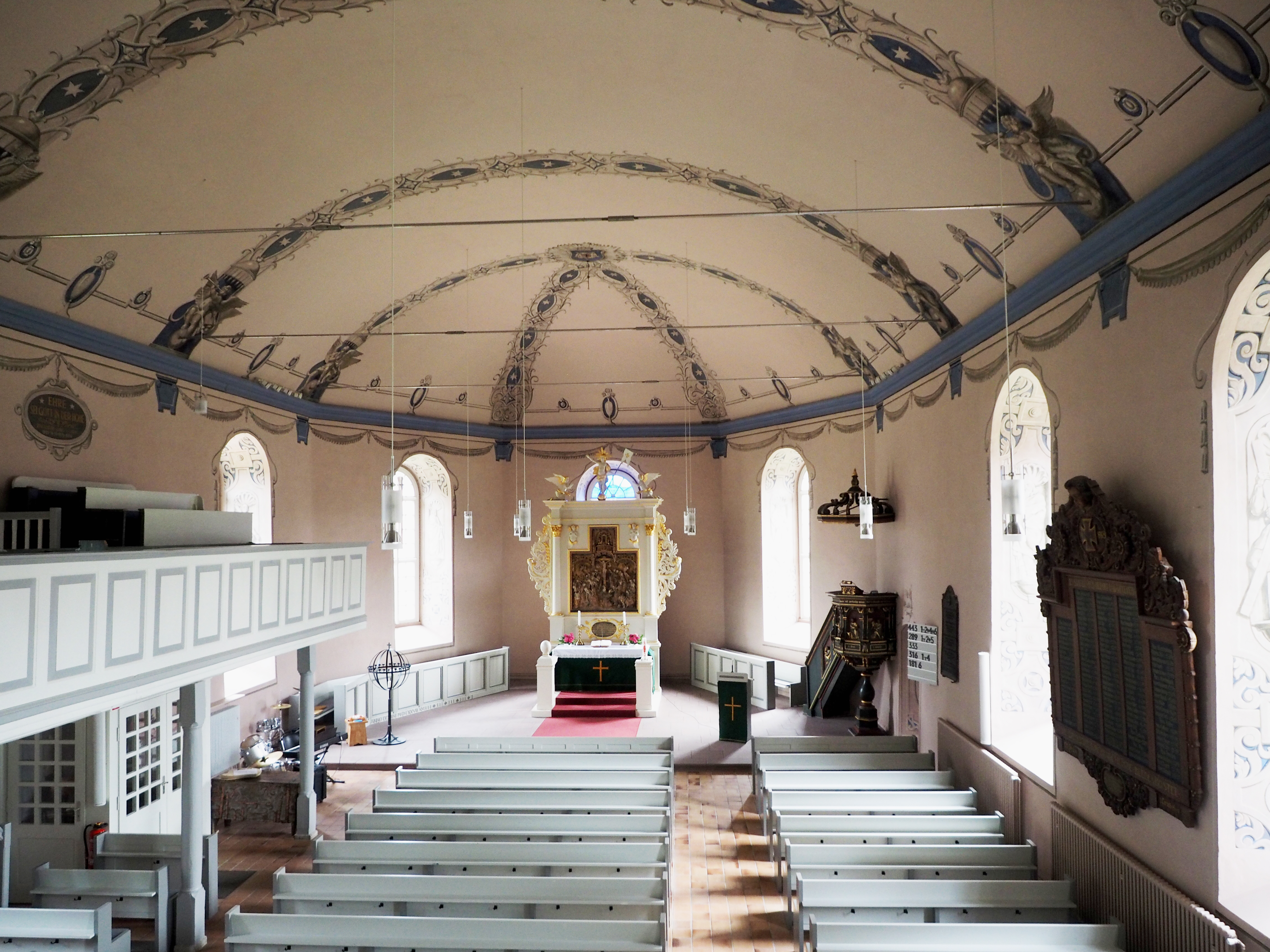
Interieur van deze kerk
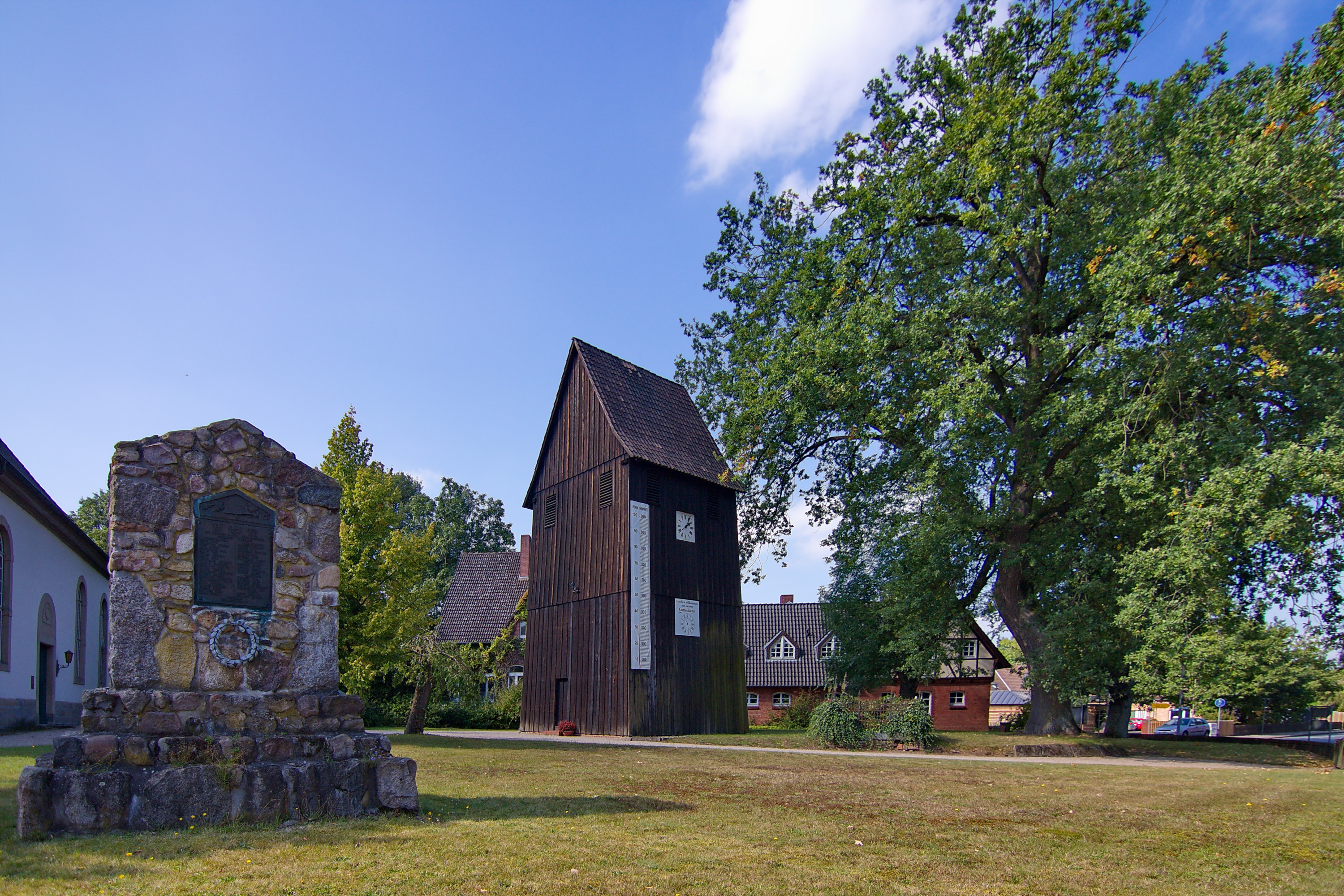
Oorlogsmonument en houten klokkentoren bij deze kerk
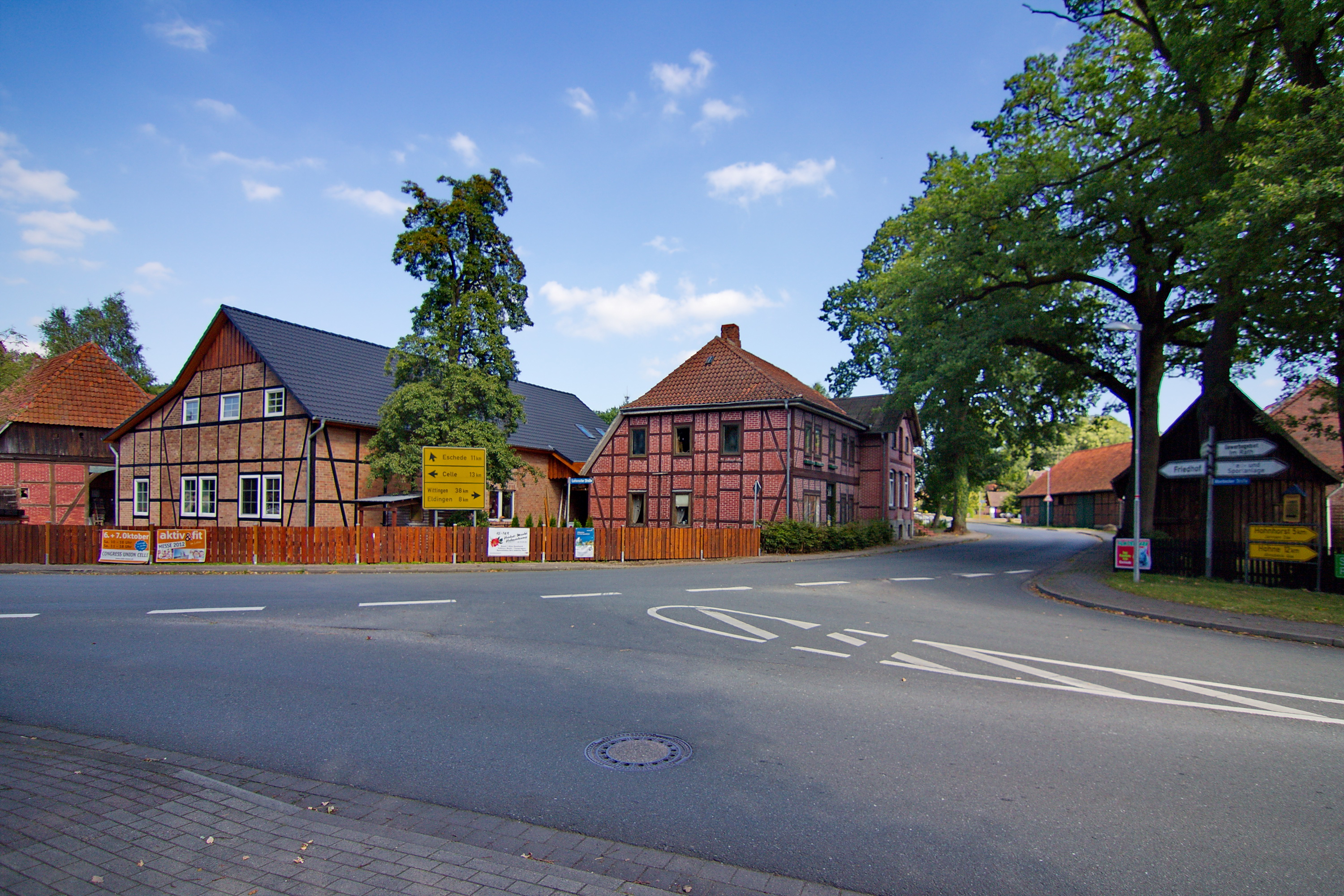
Dorpsgezicht
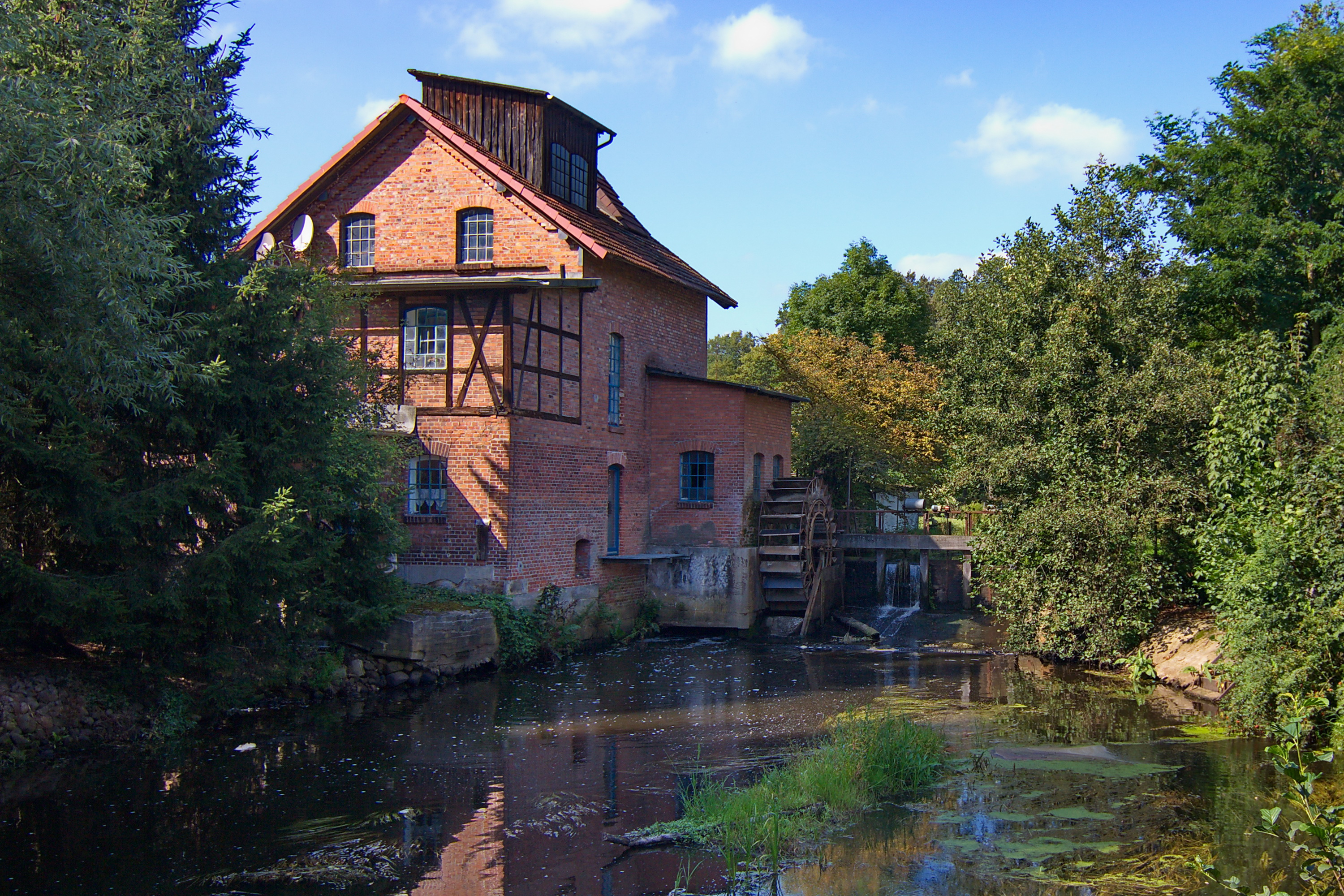
Watermolen aan de Aschau

- Gemeinsame Normdatei: 4104223-2
- Virtual International Authority File: 239919224

Adelheidsdorf ·
Ahnsbeck ·
Beedenbostel ·
Bergen ·
Bröckel ·
Celle ·
Eicklingen ·
Eldingen ·
Eschede ·
Faßberg ·
Hambühren ·
Hohne ·
Lachendorf ·
Langlingen ·
Lohheide (gemeentevrij gebied) ·
Nienhagen ·
Südheide ·
Wathlingen ·
Wienhausen ·
Wietze ·
Winsen (Aller)